# Sincretism
Sincretismul este o doctrină filosofică sau religioasă în care se îmbină elemente din sisteme felurite de gândire sau de credințe, uneori depărtate între ele. Într-o accepție mai îngustă, tendință manifestată mai ales în secolele al II-lea – al IV-lea d.Hr. de a se contopi într-o figură divină atribute și caracteristici aparținând mai multor divinități întrucâtva înrudite, cum ar fi Sarapis–Zeus–Helios, Attis–Dionisos, Isis „cea cu zece mii de nume” etc. 
În filosofie, sincretismul se manifestă prin reunirea unor elemente eterogene aparținând unor doctrine filosofice diferite. Pe plan filosofic, sincretismul se manifestă mai ales în opera lui Plotin și a elevilor lui, Iamblic și Porfir.
Exemple de sincretism (paralelisme de cult religios):
- Teza „Păcatului originar” a fost cunoscută cu mult timp înainte (Cultul lui Mithras, zeitate din vechea Persie).
- „Cultul Misteriilor” practicat de popoarele elene, a avut ca personaj central un „Mesia” („Fiul Zeilor”). Acesta urma să aducă mântuirea, dar – la fel ca și Isus – numai după supunere la chinuri trupești și răstignire.
- A existat și în trecut legenda „Învierii unui Mesia”, a treia zi după răstignire, cu găsirea mormântului gol, având uriașa piatră rotundă de închidere dată la o parte.
- Ideea „Ridicării la Cer a lui Mesia” a existat deja în vechi credințe.
- Ideea Trinității (Sfânta Treime) a fost – de asemenea – demult cunoscută în vechile religii.
- Zeii Mithras și Dionysos ar fi înfăptuit și ei multe minuni (vindecări miraculoase de boli, reînvierea morților, transformarea apei în vin etc).
- Cultul religios elenistic prevedea botezul, cu condiția unui prealabil post alimentar și a ispășirii unor penitențe. Acesta prevedea „Masa Sfântă”, echivalentă Euharistiei. „Masa Sfântă” simboliza gustarea din trupul și băutul din sângele zeității, exact ca în sacramentul Euharistiei. Mai mult chiar, pâinea „Mesei Sfinte” se împărțea credincioșilor sub forma unei hostii, act însoțit de facerea semnului crucii.

Există însă și un alt domeniu de manifestare a  sincretismului și anume în artă și cultură. În această privință, prin sincretism se înțelege contopirea unor elemente aparținând domeniilor unor arte diferite (muzică, dans, literatură), caracteristică folclorului și, în general, fazelor primitive de dezvoltare a  culturii, când artele nu erau încă diferențiate. Manifestări de sincretism se întâlnesc și în unele curente ale artei moderne. Sincretismul se manifestă, de asemenea, în politică, unde este cunoscut ca politică sincretică sau sincretism politic. Politica sincretică este o combinație din spectrul politic convențional de stânga-dreapta. Ideea politicii sincretice a fost influențată de sincretism și de religia sincretică.